# Sören (Holstein)
Sören ist eine Gemeinde im Kreis Rendsburg-Eckernförde in Schleswig-Holstein. Sörenerholz liegt im Gemeindegebiet.

## Geografie und Verkehr
Sören ist eine waldreiche Gemeinde etwa 14 km nördlich von Neumünster und 12 km südlich von Kiel unweit der Bundesautobahn 215, die durch das Gemeindegebiet führt.

## Politik

### Gemeindevertretung
Bei der Kommunalwahl am 14. Mai 2023 wurden insgesamt sieben Sitze vergeben. Diese fielen erneut alle an die Kommunale Wählergemeinschaft Sören. Die Wahlbeteiligung betrug 55,9 %.

### Wappen
Blasonierung: „In grün ein breiter schräglinker, oben und unten sich verjüngender goldener Schlangenbalken, oben ein schräggestelltes goldenes Buchenblatt, unten eine goldene Rapsblüte.“

## Wirtschaft
Das Gemeindegebiet ist überwiegend land- und forstwirtschaftlich geprägt.

## Sehenswürdigkeiten
In der Liste der Kulturdenkmale in Sören (Holstein) stehen die in der Denkmalliste des Landes Schleswig-Holstein eingetragenen Kulturdenkmale.
Nördlich der Bundesautobahn 215 liegt im Gemeindegebiet das NATURA 2000-Schutzgebiet FFH-Gebiet Staatsforst Langwedel-Sören.  